# Îles Gravina
Les îles Gravina  (Gravina Islands)  font partie de l'archipel côtier Alexandre dans le Sud-Est de l'Alaska.  Elles sont bordées par le détroit de Clarence à l'ouest et le canal Revillagigedo à l'est.
Les plus grandes îles du groupe sont l'île Gravina, l'île Annette et l'île Duke.